# Автопортрет (Шевченко, 1843)
Автопортрет Тараса Шевченка, виконаний ним в Яготині 23—26 листопада 1843 року. Папір, туш, перо. Розмір 22,7x18,4. Справа внизу тушшю рукою автора дата: 1843, нижче, в центрі, тушшю підпис автора: Т. Шевченко. На звороті рисунок «Сліпий» («Невольник»).
Дата уточнена на підставі листа В. М. Рєпніної до Шарля Ейнара від 27 січня 1844 року, де вона згадує про те, що Шевченко присвятив їй поему «Тризна», вступ до якої був написаний ним і прочитаний 11 листопада 1843 року. Через кілька днів після цього Шевченко виїхав з Яготина на 10 днів і, повернувшись (орієнтовно 23 листопада 1843 року), подарував В. М. Рєпніній поему «Тризна», пообіцявши наступного дня подарувати ще свій автопортрет:

«Шевченко отдал мне тетрадь, всю писанную его рукою, и сказал, что к этой рукописи принадлежит еще портрет автора, который он и вручит мне завтра».

На підставі зіставлення окремих даних в цьому ж листі В. М. Рєпніної можна вважати, що автопортрет був подарований не пізніше 26 листопада 1843 року.
Підтвердженням того, що портрет був дійсно вручений Шевченком В. М. Рєпніній, може бути її лист до М. К. Чалого від 10 січня 1881 року: «У меня находится портрет Шевченко, сделанный им самим».
Місця збереження: власність В. М. Рєпніної, Є. М. Орлової, І. С. Зільберштейна.
1939 року експонувався на Республіканській ювілейній шевченківській виставці в Києві; 1948 року — на виставці російської графіки в Державному музеї образотворчих мистецтв ім. О. С. Пушкіна у Москві.